# District de Mkushi

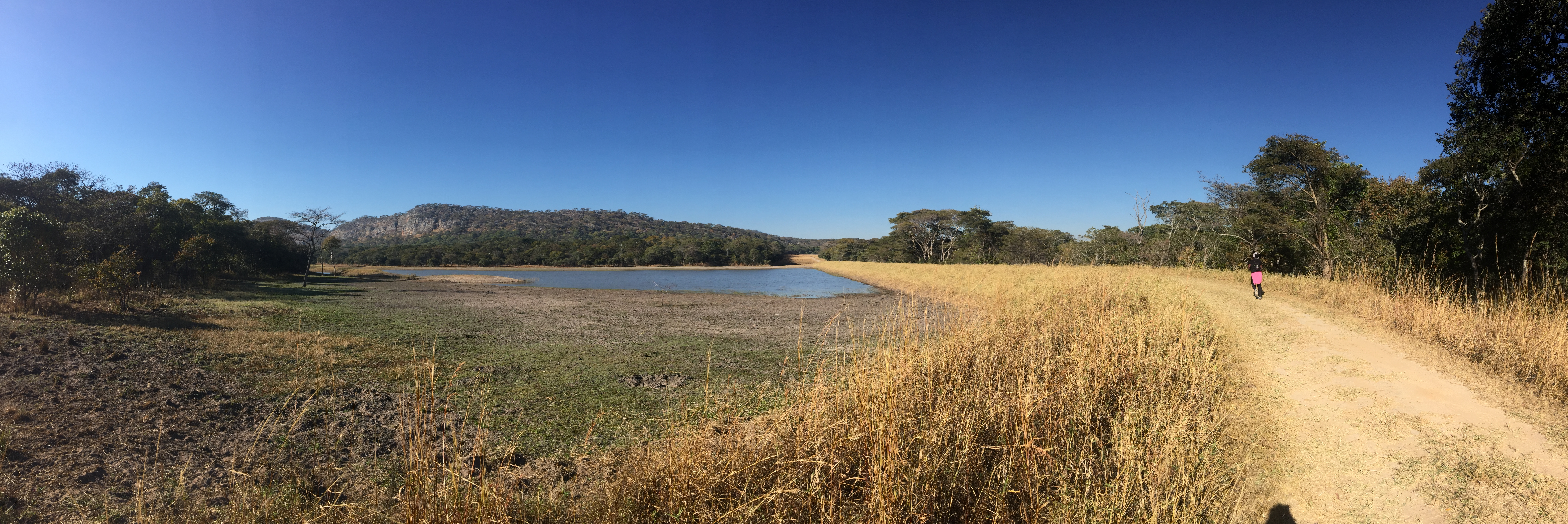
Paysage dans le district de Mkushi, entre Mkushi et Masanga.

Le district de Mkushi est un district de Zambie, situé dans la province Centrale. Sa capitale se situe à Mkushi. Selon le recensement zambien de 2000, le district a une population de 107 438 personnes.